# Гъргур Нински
Гъргур Нински (на хърватски: Grgur Ninski) (ок.850 – неизвестна дата на смъртта) е хърватски епископ на град Нин в периода 900—929 г. Почитан като голям радетел за национално самосъзнание в Хърватия. Участва в борбата против латинизацията на църковното богослужение.
Като активен застъпник на народния, славянски език в църковното богослужение, Гъргур смята, че незнанието на латински от страна на огромното мнозинство от хърватите пречи на разпространението на християнството. Той превежда богослужебните книги на хърватски с глаголическата азбука, така че да бъдат достъпни и разбираеми за всички хървати. По такъв начин залага основите на глаголическия обред в Хърватия.
По време на управлението на крал Томислав се провеждат два църковни събора в Сплит, съответно през 925 и 927 г., на които Гъргур Нински влиза в противоборство с поддръжниците на латинизацията на литургията. Те са подкрепени от папа Йоан X, който дава за пример саксите, които заедно с християнството въвеждат и богослужението на латински език. В крайна сметка на събора побеждават поддръжниците на латинизацията и Нинската епархия е присъединена към Сплитската като Сплит вече в качеството си на митрополия се превръща в религиозния център на Хърватското кралство. Гъргур е преместен в Скрадин.
Въпреки взетото решение на двата събора, латинизацията върви бавно, тъй като се сблъсква със съпротива и недоволство от страна на паството и на духовните лица. Поради това литургията продължава да се извършва на глаголица в продължение на столетия докато накрая през XIII век е окончателно узаконена.
Известният хърватски скулптор Иван Мещрович създава през 1929 г. 8,5-метрова статуя на Гъргур Нински, която като символ на историческата победа над привържениците на латинизацията е издигната именно в Сплит. Първоначално е поставена във вътрешния двор на двореца на Диоклециан, но след това я преместват в парка на север от него. В словото си по случай тържественото откриване на монумента Мещрович изтъква:„Нека Гъргур Нински стои на хърватския север, както и на юг като видимо доказателство за нашата успешна борба за църконославянски език и хърватска глаголица.“
Статуи на Гъргур са поставени и в Нин, както и във Вараждин. И двата паметника също са дело на скулптора Иван Мещрович.